# Enfärgad blomsterpickare
För fågelarten Dicaeum concolor, se ghatsblomsterpickare.
Enfärgad blomsterpickare (Dicaeum minullum) är en asiatisk fågel i familjen blomsterpickare inom ordningen tättingar.

## Utseende
Enfärgad blomsterpickare är en mycket liten (7,5–9 cm) och färglös blomsterpickare. Den är lik ghatsblomsterpickaren som den tidigare behandlades som underart till. Den skiljer sig dock genom att vara något mindre med mindre och mindre böjd näbb. Vidare är ovansidan olivgrön istället för grått med grön anstrykning och hjässan är grå med svart fjällning (ej enbart grå). I ansiktet kontrasterar ljusare tygel jämfört med ett större område hos ghatsblomsterpickaren.

## Utbredning och systematik
Enfärgad blomsterpickare delas upp i fem underarter med följande utbredning:
- Dicaeum minullum olivaceum – Indiska halvön, södra Kina, Myanmar, Thailand samt norra och centrala Indokina
- Dicaeum minullum minullum – ön Hainan i södra Kina
- Dicaeum minullum uchidai – bergsskogar på Taiwan
- Dicaeum minullum borneanum – södra Malackahalvön, Sumatra, Borneo och norra Natunaöarna
- Dicaeum minullum solicitans – Java och Bali

Tidigare betraktades den som en underart till D. concolor och vissa gör det fortfarande.

## Status och hot
Arten har ett stort utbredningsområde, men tros minska i antal, dock inte tillräckligt kraftigt för att den ska betraktas som hotad. Internationella naturvårdsunionen IUCN listar arten som livskraftig (LC). Världspopulationen har inte uppskattats.